# Headlines (The Saturdays)
Headlines è un EP del gruppo musicale pop britannico The Saturdays, pubblicato il 13 agosto 2010 dall'etichetta discografica Fascination.
Il disco è stato anticipato dal singolo Missing You, uscito il 5 agosto dello stesso anno, e contiene anche altri due singoli usciti precedentemente, Ego e Forever Is Over, entrambi tratti dal secondo album del gruppo, Wordshaker, uscito nel 2009.

## Tracce
1. Missing you – 3:41 (Lukas Hilbert, Alexander Kronlund)
2. Ego – 2:59 (Steve Mac, Ina Wroldsen)
3. Higher – 3:36 (Arnthor Birgisson, Ina Wroldsen)
4. Forever Is Over – 3:22 (Louis Biancaniello, Samual Watters, James Bourne) – (Radio edit)
5. Died in Your Eyes – 4:01 (Pamela Sheyne, Rune Westberg, Dean Josiah)
6. Karma – 3:40 (Steve Mac, Ina Wroldsen)
7. Puppet – 3:42 (Brittany Burton, Griffin Boice, Claudia Mills)
8. One Shot (Starmith Mix) – 3:31 (Ina Wroldsen, Per Magnusson, David Kreuger)

Durata totale: 28:32

## Classifiche
| Classifica  | Posizione raggiunta |
| ----------- | ------------------- |
| Regno Unito | 3                   |
| Irlanda     | 10                  |